# Вернуться по следам (роман)
«Вернуться по следам» — дебютная книга Глории Му, собранная из материалов, публиковавшихся ранее в ЖЖ автора.

## Сюжет
Повествование ведётся от лица девочки по имени Глория. Её воспоминания о детстве в 1970-80-х годах в Украинской ССР. До восьми лет — в глухой деревне, куда ещё беременную Глорией маму увёз папа, "подальше от «Этих». Позднее — в крупном городе, куда мама увезла Глорию, к своим родственникам.
Глория замечательно обращается с животными. В деревне она выдрессировала даже козу. В городе на её попечении находятся и лошади, с которыми она занимается как ученик и ухаживает как конюх в конно-спортивной школе, и собаки, которых она дрессирует и спасает от несознательных хозяев.
С людьми отношения складываются сложнее. Случались и детская травля, и зависть и тщеславие взрослых. Но те, с кем отношения складываются, — замечательные, хоть и совершенно по-разному, люди. Мама и папа, дед, деревенский пацанёнок Игорёк, названый брат Геша…
Роман воспринимается как автобиография, иллюстрирующая жизнь в СССР в ту эпоху, показывает человеческие взаимоотношения в «обычной» жизни, а также отношение к животным.

## Персонажи
- Глория — одарённая советская девочка, которой повезло с родителями и воспитанием. С животными отлично общается, потому что выросла в деревне, где была и куча собак, и козы, и свиньи… Очень любит читать. Очень не любит, когда кого-то обижают.
- Папа, Генрих Васильевич, — родом из Челябинска, врач, любитель собак, картёжник, бабник, любящий отец. Это он привил Глории любовь к животным и научил её правильному обращению с ними. Любил свою работу и превратил уездную больничку в образцово-показательную больницу, знаменитую даже в ближайшей столице.
- Мама, Анна Николаевна, — тоже врач. Из-за порока сердца ей нельзя было рожать, роды были тяжёлыми, из-за этого она на много лет отстранилась от дочери, от чего и сама страдала. Поддерживает Глорию даже в самых странных её начинаниях.
- Зося — няня Глории, «мамина польская родственница». Дала Глории недостающую долю материнской любви. Тайно крестила Глорию в католичество.
- Захарьевна — знахарка. Вылечила Глорию от кошмара со змеями. Хотела взять Глорию себе в ученицы.
- Игорёк — деревенский паренёк, друг Глории. Цыган, из-за чего подвергался травле со стороны других детей, с помощью Глории справился с этой проблемой, досталось обоим. Вместе с Глорией устраивали операцию возмездия против бабы Веры, которая распространяла про них сплетни.
- Дед, Николай Романович, — мамин папа. Опора и поддержка Глории после переезда в город. Добрый и надёжный человек, ветеран двух войн.
- Геша, Гермес Ахметович, — ближайший друг, названый брат Глории. Главный в конюшне конно-спортивной школы. Получил прозвище «Радио» за умение «неумолчно звучать», что успокаивает лошадей и людей. Татарин с греческим именем.
- Бабай, Омар Оскарович Бабаев, — новый тренер конно-спортивной школы. Бывший цирковой артист, ставил эффектные номера для публичных выступлений, сделал школу популярной. Очень строгий, но справедливый.
- Фёдор Сергеевич — инструктор на собачьей площадке, ветеран Афганской войны. Большой помощник в «собачьей» жизни Глории. Называет Глорию Славочкой.
- Дядя Жора — лодочник. Плохо обращался с собаками, но был перевоспитан совместными усилиями Глории и Фёдора Сергеевича.
- Ричард — большая немецкая овчарка, лучший друг Глории. Она увела его у дяди Жоры, спасла от смерти.

## Факты
- Борис Акунин выбрал Глорию Му для написания «Детской книги для девочек» после ознакомления с отрывками из «Вернуться по следам»[1].
- Книга неоднократно переиздавалась[2].
- Чтец Катерина Эланская вошла в шорт-лист премии «Электронная буква 2022» с аудиокнигой «Вернуться по следам»[3].
- На всех обложках разных изданий изображена собака или лошадь.
- Продолжение истории Глории изложено в рассказе «Гадина» и повести «Жонглёры».

## Критика
Критики отмечают живость языка, которым написана книга, детальность и реалистичность персонажей и их окружения. Особо отмечается отношение к животным (лошадям и собакам), советы из книги вполне применимы в реальной жизни.
Глорию Му относят к группе авторов, которые на рубеже 2010-х начали издавать свои рассказы, стихи и автобиографические заметки из LiveJournal в печатном виде. Глория Му выделяется в этой группе большим количеством переизданий её дебютного романа.
Роман «Вернуться по следам» относят к литературе постмодернизма. В частности, из-за широкого использования интертекстуальности, включения отсылок на стили и образы из разных эпох.